# Джон Биндернагел
Джон Биндернагел (на английски: John A. Bindernagel; р. 1941 – п. 17 януари 2018) е канадски биолог, който търси доказателства за съществуването на Голямата стъпка от 1963 г.. Публикува книгата North America's Great Ape: the Sasquatch (ISBN 0-9682887-0-7) през 1998 г..
Бингернагел израства в провинция Онтарио, учи в Университета в Гвелф и получава образователна степен в Университета Уисконсин-Мадисън. Премества се в провинция Британска Колумбия през 1975 г., най-вече защото регионът е гореща точка за срещи с Голямата стъпка.
През годините събира следи, за които вярва, че принадлежат на Голямата стъпка. Претендира, че е чул съществото край езерото Комокс през 1992 г., сравнявайки неговия звук с това на шимпанзе. Вярва, че загадката на Голямата стъпка трябва да получи повече внимание от сериозно учени, но отбелязва:
„Доказателствата не са подробно обективни. Не можем да дадем доказателството на колегите, защото ще се възприеме като таблоид.“